# Университет Отаго
Университе́т Отаго, Отагский университет (англ. University of Otago, маори Te Whare Wānanga o Otāgo) в Данидине (регион Отаго, Новая Зеландия) — старейший университет Новой Зеландии. В 2011 году в нём обучалось более 21 000 студентов.
В Университете проводятся наиболее качественные научные исследования в Новой Зеландии, а сам Университет находится на втором месте после Оклендского университета по количеству академических исследователей. Правительственный Фонд оценки качества исследований (PBRF) новозеландской Комиссии по высшему образованию (англ. Tertiary Education Commission) в 2006 году поставил Университет Отаго на первое место в своём рейтинге.
Основанный в 1869 году Комитетом, в состав которого входил Томас Бёрнс, Университет открылся в июле 1871 года. Девиз Университета «Sapere aude» (не бойся быть мудрым) впоследствии был перенят Университетом Новой Зеландии. Ассоциация студентов Университета Отаго имеет свой девиз: «Audeamus» («давайте дерзнём»). На церемонии вручения дипломов звучит гимн Gaudeamus igitur, iuvenes dum sumus… («будем веселиться, пока мы молоды…»). С 1874 по 1961 год Университет Отаго был частью Университета Новой Зеландии.
В Университете обучается большое число иностранных студентов из Австралии, Великобритании, Ирландии, Канады, США, Китая, Малайзии, Индии, Шри-Ланки, Южной Кореи, Японии, Сингапура и других стран. Студенты Университета часто проживают со своими товарищами в нестандартных домиках. Прозвище студентов Университета Отаго «Шарфы» возникло вследствие традиции ношения шарфов в течение холодных южных зим. Это же прозвище упоминается в фильме Маски.

## История
План организации европейского поселения в южной Новой Зеландии, заложенный Ассоциацией Отаго в соответствии с принципами Эдварда Уэйкфилда в 1840-х годах, предусматривал строительство университета.
Общественные деятели Данидина Томас Бёрнс и Джеймс Макэндрю призвали Совет провинции Отаго в 1860-х годах выделить земельный фонд для вуза. Постановлением Совета Университет Отаго был основан в 1869 году, Университету было выделено 100 000 акров (400 км²) земли и предоставлено право на обучение искусствам, медицине, юриспруденции и музыке. Бёрнс был назначен канцлером, но он не дожил до открытия Университета 5 июля 1871 года.
Университет успел присвоить учёную степень одному выпускнику, Александру Уильямсону, прежде чем стал партнерским колледжем федерального Университета Новой Зеландии в 1874 году. После ликвидации Университета Новой Зеландии в 1961 году, были приняты поправки в законе об образовании и Университет Отаго возобновил свою деятельность как независимый университет.
Университет, первоначально располагавшийся на Принсес-стрит в здании почтовой службы архитектора Уильяма Мейсона, в 1878—1879 годах переехал в собственное здание, построенное по проекту Максвелла Бари. Со временем оно превратилось в целый комплекс, группу зданий в стиле неоготики в центре городка. Проект сооружения этих зданий был вдохновлён строительством нового главного корпуса Университета Глазго в Шотландии.
Отаго был первым университетом в Австралазии, разрешившим женщинам получать юридическое образование. Этель Бенджамин, окончившая университет в 1897 году, стала первой женщиной в Британской Империи, выступившей на суде в качестве адвоката.
Профессор Роберт Джек 17 ноября 1921 года осуществил первую в Новой Зеландии радиотрансляцию с кафедры физики.
Университет Отаго привлекает всё больше студентов. Это привело к увеличению количества колледжей и неофициальному размещению студентов в северной части Данидина, около здания Университета. В мае 2010 года Университет присоединился к международной группе университетов Matariki Network of Universities, в которую вошли также Дартмутский колледж (США), Даремский университет (Великобритания), Университет Куинс (Канада), Тюбингенский университет (Германия), Университет Западной Австралии (Австралия) и Уппсальский университет (Швеция).

## Герб
Блазон герба, пожалованного Университету главным герольдмейстером Шотландии 21 января 1948, звучит как:

В лазури — золотой косвенный крест, обремененный книгой с того же металла обрезом, червлёными обложкой и закладкой, выходящей вниз; все сопровождено четырьмя золотыми шестилучевыми звёздами; такая же звезда обременяет обложку. Девиз — «Sapere Aude».Оригинальный текст (англ.)Azure, on a saltire cantoned between four mullets of six points Or, a book, gilt-edged and bound in a cover Gules charged with a mullet of six points of the second and a book-marker of the third issuant from the page-foot, and in an Escrol under the same this Motto "Sapere Aude"
Девиз может быть переведён как «не бойся быть мудрым» или «имей мужество, чтобы быть мудрым».

## Подразделения
В Университете действуют четыре академических подразделения:
- Отдел гуманитарных наук
- Отдел медицины и здравоохранения

Название «Медицинский факультет» в настоящее время по большей части применяется в отношении администрации Отдела медицины и здравоохранения. Медицинский факультет включает в себя Медицинские школы в Крайстчерче, Данидине и Веллингтоне, а также Отагскую школу медицинских наук (которая состоит из отделений анатомии и структурной биологии, биохимии, микробиологии и иммунологии, фармакологии и токсикологии, физиологии). Кроме того, в рамках медицинского факультета Университета Отаго изучаются стоматология, фармация, и физиотерапия.
- Научный отдел
- Бизнес-школа

В маркетинговых целях, факультет Коммерции был переименован в Бизнес-школу, поскольку этот термин обычно используется для эквивалентных факультетов в Северной Америке. Исторически сложилось так, что несколько школ и факультетов было сгруппировано для формирования этих подразделений.
Кроме учебных факультетов, в Университете работают:
- Финансовое подразделение
- Кадровое подразделение
- Подразделение информационных технологий
- Подразделение маркетинга и связей с общественностью
- Подразделение по работе с имуществом
- Исследовательское подразделение

Кроме того, на базе Университета функционировала Горная школа, в 1987 году переведённая в Университет Окленда. Традиционно, совместно с колледжем Нокса и колледжем Святого Креста в Университете преподаётся богословие.

### Медицинская школа Университета Отаго
Наряду с обычными университетскими дисциплинами, в медицинской школе Университета (основанной в 1875 году) преподаётся стоматология. Эта школа является одной из двух в Новой Зеландии, а Университет Отаго является единственным университетом, где преподаётся этот курс. В других профессиональных училищах и медицинских факультетах университетов Новой Зеландии преподаются фармация, физическая культура, физиотерапия и лабораторные исследования.
Начиная с 1924 года студенты-медики последнего года обучения должны проходить практику в госпиталях в Окленде, Крайстчерче, Веллингтоне или Данидине. В 1938 году были открыты отделения медицинской школы Университета в Крайстчерче, Окленде и Веллингтоне. Отношения медицинского факультета Университета Отаго с Оклендом прекратились после открытия собственного медицинского факультета в Оклендском университете в 1968 году. Все студенты-медики Университета Отаго с первого по третий годы обучения занимаются в Медицинской школе Университета Отаго в Данидине. Студенты четвёртого и пятого лет обучения могут продолжить практику в медицинских школах Университета в Данидине, в Крайстчерче или в Веллингтоне.

#### Медицинская школа Университета Отаго в Крайстчерче
Крайстчерчское отделение стало «клинической» школой в 1973 году, став предшественником Крайстчерчской школы медицины и здравоохранения. Медицинская школа Университета Отаго в Крайстчерче, бывшая Крайстчерчская школа медицины и здравоохранения — одна из трёх медицинских школ, образующих медицинский факультет Университета Отаго. Она базируется в госпитале Крайстчёрча, в центре города и состоит в партнёрстве с региональным департаментом здравоохранения Кентербери.

#### Медицинская школа Университета Отаго в Данидине
Данидинская медицинская школа — одна из трёх медицинских школ, образующих медицинский факультет Университета Отаго.
Открытая в 1875 году как Медицинская школа Отаго, первоначально проводила двухлетний курс обучения с его завершением за рубежом. В 1887 году произошёл первый выпуск студентов, прошедших полную профессиональную подготовку в Отаго. В 1891 году на базе Медицинской школы был официально открыт медицинский факультет. До 1920 года подготовка студентов занимала всего четыре года, но затем она была продлена до шести лет. Отделение в Данидине стало «клинической» школой в 1977 году, став предшественником Медицинской школы Университета Отаго в Данидине.

##### Отделения
Данидинская медицинская школа состоит из восьми отделений: сестринское отделение, отделение общей практики и охраны здоровья сельского населения, медицины, патологии, профилактической и социальной медицины, психиатрии, хирургии, акушерства и гинекологии. Каждое из этих отделений имеет ряд подразделений или блоков.

##### Здания
Большая часть Медицинской школы сосредоточена в группе зданий к юго-западу от главного кампуса Университета Отаго, в квартале, прилегающем к больнице Данидина, ограниченном улицами Джордж-стрит, Гановер-стрит, Грейт-Кинг-стрит и Фредерик-стрит. Эта группа зданий включает в себя здания Sayers, Hercus, Lindo Ferguson, Scott, Barningham, Adams, и здание Wellcome. Здание Fraser расположено в двух кварталах к востоку. Лектории Colquhoun и Barnett расположены в больнице. Библиотека школы занимает большую часть здания Sayers, на Грейт-Кинг-стрит к северо-востоку от школьного комплекса. Два из этих зданий имеют охранный статус Фонда по охране исторических мест Новой Зеландии — здание Lindo Ferguson в категории I, а здание Scott в категории II. Первое из этих зданий было спроектировано архитектором Эдмундом Анскомбе.

#### Медицинская школа Университета Отаго в Веллингтоне
Веллингтонская школа медицины и здравоохранения — одна из трёх медицинских школ, образующих медицинский факультет Университета Отаго.
Отделение в Данидине стало «клинической» школой в 1977 году, став предшественником Медицинской школы Университета Отаго в Веллингтоне.

##### Отделения
В школе девять академических отделений: медицины, акушерства и гинекологии, педиатрии, патологии и молекулярной медицины, первой медицинской помощи и общей практики, психиатрии, общественного здравоохранения, лучевой терапии, хирургии и анестезиологии.

## Студенты
| Студентов на обучении, по квалификациям            | 2011   | 2010   | 2009   | 2008   | 2007   |
| -------------------------------------------------- | ------ | ------ | ------ | ------ | ------ |
| PhD                                                | 1,259  | 1,258  | 1,206  | 1,104  | 1,048  |
| Профессиональная докторантура                      | 68     | 67     | 64     | 48     | 29     |
| Магистры, диссертаций                              | 969    | 979    | 921    | 874    | 838    |
| Магистры, курсовых работ                           | 251    | 207    | 196    | 209    | 223    |
| Дипломы аспирантов                                 | 1,068  | 1,134  | 1,095  | 1,101  | 1,104  |
| Сертификаты аспирантов                             | 473    | 526    | 525    | 535    | 383    |
| Дипломы о высшем образовании                       | 475    | 487    | 405    | 383    | 577    |
| Бакалавриат, аттестаты с отличием                  | 873    | 854    | 843    | 797    | 829    |
| Бакалавриат                                        | 15,593 | 15,780 | 15,359 | 14,947 | 14,812 |
| Дипломы основной программы высшего образования     | 91     | 121    | 121    | 156    | 251    |
| Сертификаты основной программы высшего образования | 25     | 31     | 48     | 28     | 63     |
| Квалификационных свидетельств                      | 1,326  | 1,450  | 1,419  | 1,402  | 1,339  |
| Заинтересованных                                   | 0      | 223    | 150    | 138    | 153    |
| Подготовительный факультет                         | 254    | 273    | 282    | 120    | 132    |
| Другие                                             | 17     | 20     | 25     | 17     | 16     |
| Итого                                              | 21,728 | 22,139 | 21,507 | 20,752 | 20,665 |

| Этнический состав студентов       | 2011   | 2010   | 2009   | 2008   | 2007   |
| --------------------------------- | ------ | ------ | ------ | ------ | ------ |
| Новозеландцы/европейцы            | 75.0 % | 75.6 % | 75.7 % | 76.8 % | 73.6 % |
| Маори                             | 7.6 %  | 7.6 %  | 7.5 %  | 7.3 %  | 7.4 %  |
| Азиаты                            | 17.9 % | 17.2 % | 16.9 % | 16.0 % | 16.8 % |
| Народности островов Тихого океана | 3.1 %  | 3.1 %  | 3.0 %  | 2.8 %  | 2.8 %  |
| Другие / неизвестно               | 2.9 %  | 2.5 %  | 5.3 %  | 4.4 %  | 7.0 %  |

## Административное здание Отагского университета
Администрати́вное зда́ние Ота́гского университе́та, здание с часовой башней (англ. The University of Otago Registry Building, Clocktower Building) — здание в викторианском стиле в Данидине, Новая Зеландия. Оно расположено на берегу реки Лейт. В здании расположен административный центр Университета Отаго и офис вице-канцлера.
Здание находится под защитой Фонда по охране исторических мест Новой Зеландии, оно зарегистрировано в Фонде 18 марта 1982 года в категории I за номером 62.

## Кампусы
Помимо основного студенческого городка в Данидине, университетские кампусы расположены в Окленде и Веллингтоне. Медицинские школы имеют свои кампусы неподалёку от больниц Крайстчерча и Веллингтона. Кроме того, университету принадлежит морская лаборатория Портобелло в гавани Отаго.
Объединение с Педагогическим колледжем Данидина
Университет объединился с Педагогическим колледжем Данидина 1 января 2007 года. Колледж был переименован в Педагогический колледж Университета Отаго. Кампусы колледжа, помимо Данидина, расположены в Инверкаргилле и Александре. Персонал университетского педагогического факультета переехал в колледж.

## Библиотеки
Университету Отаго принадлежат десять библиотек, семь из которых расположены в Данидине, в главном университетском кампусе, педагогическая библиотека в Саутленде и две медицинские библиотеки в Веллингтоне и Крайстчерче. Во всех библиотеках есть беспроводной доступ к сети Интернет.
Центральная библиотека расположена в здании информационных служб и имеет более 2000 комнат для занятий. В библиотеке есть коллекция книг, относящаяся к культуре маори, и специальная коллекция, в которую входит около 9000 раритетных книг, напечатанных до 1801 года.
Медицинские библиотеки расположены в здании Sayers и на первом этаже Стоматологической школы. Они содержат около 150 000 изданий, в том числе 79 000 книг и свыше 1600 периодических изданий. Стоматологическая библиотека содержит около 2000 изданий.
В научной библиотеке, расположенной на севере кампуса, в здании Science III, есть примерно 500 комнат для занятий.
Другие библиотеки:
- Библиотека Хокен[англ.]
- Юридическая библиотека Стаута[англ.]
- Библиотека Робертсона[англ.]

## Стипендии и исследования
В Университете Отаго существуют именные стипендии по различным отраслям знаний, в том числе:
- Стипендия Роберта Бёрнса[англ.] (литература)
- Стипендия Кэролайн Пламмер (танец)
- Стипендия Чарльза Геркуса
- Стипендия Клода МакКарти
- Стипендия Фоксли
- Стипендия Фрэнсиса Годгкинса[англ.] (изобразительное искусство)
- Стипендия Генри Ланга
- Стипендия Хокен
- Стипендия Джеймса Кука
- Стипендия Моцарта[англ.] (музыка)
- Стипендия THB Symons
- Стипендия Уильяма Эванса

В 1998 году кафедра физики Университета Отаго стала известна в связи с первым в Южном полушарии удачно поставленным экспериментом по получению конденсата Бозе — Эйнштейна.
В 2006 году в результате правительственного исследования качества проводимых научных исследований (для определения основ будущего финансирования) Университет Отаго был оценен в целом как лучший университет в Новой Зеландии. Он также занял первое место в категории клинической медицины, медико-биологических наук, права, английской литературы и языка, истории и наук о Земле. Кафедра философии получила высший баллы по всем номинированным академическим блокам. В 2004 году Университет Отаго занимал четвёртое место.
В 2006 году в докладе, опубликованном Министерством исследований, науки и технологий, было указано, что Университет Отаго интенсивнее других университетов Новой Зеландии занимается научными исследованиями, а 40 % рабочего времени сотрудников посвящено исследованиям и новым разработкам.
Журнал Science рекомендовал всем изучить биохимическую базу данных университета Transterm, содержащую более 130 000 кодирующих последовательностей с нетранслирующимися смежными районами из более 450 организмов.

## Академические рейтинги
|      | Университет Отаго во всемирных рейтингах   |                                          |
|      | Рейтинг университетов Квакварелли-Саймондс | Академический рейтинг университетов мира |
| 2011 | 130                                        | 201-300                                  |
| 2010 | 135                                        | 201-300                                  |
| 2009 | 125                                        | 201-302                                  |
| 2008 | 124                                        | 201-302                                  |
| 2007 | 114                                        | 305-402                                  |

## Колледжи с полным пансионом
Университету Отаго принадлежат четырнадцать жилых колледжей, предоставляющих студентам питание, проживание, социальные и бытовые услуги. Большинство из них предназначено в первую очередь для студентов первого курса, хотя в некоторых колледжах проживает значительное число студентов — не первокурсников, а иногда значительную часть населения колледжа составляют аспиранты. Несмотря на то, что в колледже обычно проводятся некоторые занятия, они занимают небольшой процент от основного обучения.
Большинство колледжей активно стремится к укреплению чувства общности и академической успеваемости среди своих студентов путём организации различных межвузовских соревнований и мероприятий, предоставлением общей столовой, групп апартаментов, воспитания традиций, создания независимых студенческих клубов, внутренних спортивных и культурных обществ.
Некоторые колледжи являются межвузовскими, и принимают студентов как из Университета Отаго, так и из Отагского политехнического института.

## Студенчество

### O-Week
«O-Week» или Неделя Ориентации — эквивалент недели новичка в Университете Отаго. Организатором «O-Week» является Ассоциация студентов Университета Отаго (OUSA). В течение этой недели проводятся различные конкурсы, например: «Новичок года», когда несколько студентов добровольно выполняют ряд задач в течение недели, и по итогам конкурса объявляется победитель. В других соревнованиях состязаются студенты различных факультетов. OUSA также организует вечерние мероприятия, в том числе различные концерты, вечер комедий, и т. д. Большие мероприятия проводятся на стадионе Форсайт Барр (англ. Forsyth Barr Stadium). Обычно на эту неделю планируется матч регби, в котором участвует команда Хайлендерс. Местные бары также организуют различные мероприятия с живой музыкой и своей рекламой, например: «Cookathon» и конкурс «Мисс O-week». «Cookathon» проводился местным пабом (англ. Captain Cook Tavern) с предпосылкой, что первый напиток будет стоить около $20, вместе с которым клиент получает футболку, три талона на питание и скидки на напитки до конца вечера, проведённого в пабе с друзьями.
Традиции
Ежегодно первокурсникам предлагается принять участие в параде, завёрнутыми в белые простыни как в тоги. Владельцы торговых точек призвали запретить этот парад после повреждений имущества и беспорядков во время событий 2009 года. Тем не менее, OUSA взяла на себя ответственность и возобновила эту традицию, но в виде фестиваля, проходящего на стадионе. При проведении парада 2012 года был установлен неофициальный мировой рекорд по количеству участников, завёрнутых в простыни, на 2013 год запланирована попытка установить мировой рекорд официально. Ежегодно проводится забег в стиле фильма Огненные колесницы. Студенты должны обежать вокруг башни с часами и прилегающих зданий, начиная с первого удара часов в полдень и закончить забег до прекращения боя часов. В отличие от фильма, это достижимая задача, с которой успешно справляется несколько студентов каждый год.
Темы
До 2008 года для каждой недели новичка выбиралась определённая тема, как правило, основанная на последних фильмах или ТВ-шоу. Выпускались изменённые постеры, наглядно изображающие тему, а все события так или иначе были с это темой связаны. Эта практика закончилась в 2008 году.
- Двойная порция — 2005
- Автостопом по галактике — 2006
- Побег — 2007
- Orientation '08 — 2008
- Orientation '09 — 2009

### Поведенческие проблемы
Поведение студентов является серьёзной проблемой как для администрации университета, так и для жителей Данидина в целом. Обеспокоенность по поводу поведения учащихся побудила университет в 2007 году ввести Кодекс Поведения (англ. Code of Conduct, CoC), который студенты обязаны соблюдать. Введение Кодекса сопровождалось созданием специального подразделения сил безопасности «Campus Watch», призванного следить за порядком и антиобщественным поведением на территории кампуса и в студенческих районах поблизости. Campus Watch подчиняется непосредственно университетскому проктору (инспектору).
Сжигание диванов
Сжигание диванов — частое противозаконное действие, совершаемое студентами на вечеринках в районах, окружающих кампусы. В 2007 году владельцу одного из пабов было предъявлено обвинение в подстрекательстве за то, что в течение Недели Новичка он предлагал обменивать топливо на пиво и получить в качестве приза диван, пропитанный горючим.
Массовые беспорядки
Крупные беспорядки произошли в 2006, 2007, 2008 и 2009 годах, во время мероприятий, связанных с гонкой Undie 500, организованной студентами Кентерберийского университета. Другие студенческие мероприятия в течение года, такие как парад в Тогах и Катание бочек по Гайд-стрит, тоже привлекали внимание полиции, но не в масштабах беспорядков, происходивших во время Undie. В 2012 году было ранено 80 человек, а 15 человек было арестовано полицией после того, как мероприятия на Гайд-стрит вышли из-под контроля.
Протесты
Студенты Университета Отаго достаточно часто выступают с протестами по поводу спорных политических вопросов. В 1960-х годах студенты Отаго участвовали в Движении прогрессивной молодёжи и протестовали против войны во Вьетнаме. В 1970-х годах студенты различными творческими способами оспаривали запрет на совместное проживание разнополых студентов. 28 сентября 1993 года студенты Университета Отаго протестовали против увеличения платы за обучение в университете, вплоть до захвата здания университетской канцелярии (Clocktower Building), который завершился столкновениями с полицией. С 2004 года члены университетского клуба NORML еженедельно встречались в кампусе университета в знак протеста против законодательства Новой Зеландии, запрещающего курение конопли. В 2008 году несколько членов клуба были арестованы, а Университетом было выпущено соответствующее постановление.

## Личности, связанные с Университетом

### Преподаватели
- Джон Кэрью Экклс, исследователь, нейрофизиолог
- Майкл Куллен[англ.], политик
- Джеймс Флинн, исследователь
- Дэвид Харрис[англ.], разработчик
- Джон Лесли Мэки[англ.], философ
- Уильям Ноэл Бенсон[англ.], геолог
- Алан Масгрейв[англ.], философ
- Роберт Джек[англ.], физик
- Роберт Джон Тэйнш Белл[англ.], математик
- Генри Линдо Фергюсон, офтальмолог
- Элла Орр Кэмпбелл, ботаник

### Выпускники
- Артур Генри Адамс[англ.], журналист, писатель
- Аннетт Бейер[англ.], философ
- Барбара Андерсон, писатель
- Дэвид Бенсон-Поп[англ.], политик
- Сильвия Картрайт, генерал-губернатор Новой Зеландии
- Дэвид Канлифф[англ.], политик
- Брайан Кристи[англ.], нейробиолог
- Том Дэвис, политик, дипломат, исследователь
- Глен Денхэм[англ.], сборная Новой Зеландии по баскетболу
- Дерек Денни-Браун[англ.], невролог
- Марк Эллис[англ.], сборная Новой Зеландии по регби
- Билл Инглиш, политик
- Дженет Фрейм, писатель
- Ян Фрейзер[англ.], телеведущий
- Уильям Файф[англ.], геохимик
- Джон Гадсби[англ.], комедиант, актёр
- Малкольм Грант[англ.], адвокат
- Стивен Гест[англ.], академик права
- Грэм Харт[англ.], бизнесмен
- Фолькер Хайне[англ.], физик
- Ян Хеллригер[англ.], певец, автор песен
- Грег Хендерсон[англ.], велосипедист
- Фергус Хьюм[англ.], писатель
- Дэвид Кирк[англ.], капитан сборной Новой Зеландии по регби, бизнесмен
- Джош Кронфельд[англ.], сборная Новой Зеландии по регби
- Крис Лэйдлоу[англ.], сборная Новой Зеландии по регби, политик
- Майкл Лоус[англ.], политик, писатель, телеведущий
- Джек Лавлок, атлет
- Камисесе Мара, политик
- Арчибальд МакИндой[англ.], пластический хирург
- Джудит Мейхью[англ.], бизнесмен
- Джозеф Уильям Меллор[англ.], химик
- Арнольд Нордмейер[англ.], политик
- Кристофер Нортон[англ.], композитор
- Антон Оливер[англ.], сборная Новой Зеландии по регби
- Мазлан Отман[англ.], астрофизик, руководитель Управления ООН по вопросам космического пространства
- Артур Порритт, олимпиец, врач Королевы
- Роберт Стаут, премьер-министр Новой Зеландии
- Лорен Ким Роч[англ.], врач, писатель
- Сулейман Дауд[англ.], политик
- Питер Тепселл[англ.], политик
- Джереми Уолдрон, философ права
- Мюррей Уэбб[англ.], игрок в крикет, карикатурист
- Аллан Уилсон, молекулярный биолог
- Кристин Дженсен Берк[англ.], альпинист
- Элла Орр Кэмпбелл, ботаник

### Лауреатыстипендии Родса
Колледжи Оксфорда приведены в скобках
- 1904 Джеймс Томсон (Сент-Джонс)
- 1906 Роберт Фаркуарсон (Сент-Джонс)
- 1907 Колин Макдональд Гилрей (Университет)
- 1913 Фредерик Фишер Майлс (Баллиол)
- 1921 Хьюберт Джеймс Райберн (Линкольн)
- 1923 Артур Порритт (Магдален)
- 1924 Роберт Стивенсон Айткен (Баллиол)
- 1928 Чарльз Эндрю Шарп (Сент-Джонс)
- 1929 Уилтон Эрнест Хенли (Новый)
- 1930 Джеймс Кемпбелл Дакин (Троицы)
- 1931 Джек Лавлок (Эксетер)
- 1932 Джоффрей Кокс[англ.] (Ориель)
- 1934 Норман Дэвис[англ.] (Мертон)
- 1935 Лестер Френсис Моллер (Брасенос)
- 1936 Ден Дэвин[англ.] (Баллиол)
- 1947 Роберт Оуэн Дэвис (Ориель)
- 1950 Джон Дерек Кингсли Норт (Магдален)

Питер Селуин О’Коннор (Баллиол)
- 1952 Грэм Гарри Джеффрис (Магдален)

Хью Темплтон (Баллиол)
- 1954 Кеннет Альфред Кингсли Норт (Магдален)
- 1956 Колин Гордон Бир (Магдален)

Дэвид Джордж Симмерс Виктория (Баллиол)
- 1957 Грэм Макс Нойце (Университет)
- 1959 Грэм Френсис Ри (Баллиол)
- 1960 Джеймс Джулиан Беннетт Джек[англ.] (Магдален)
- 1966 Джон Стивен Бейрд (Мертон)
- 1968 Крис Лейдлоу[англ.] (Мертон)
- 1970 Мюррей Гренфелл Джемисон (Мертон)
- 1972 Дэвид Кристофер Грэм Скегг (Баллиол)
- 1973 Энтони Эван Геральд Рейн (Мертон)
- 1975 Джон Александр Мейтсон (Вустер)
- 1976 Дерек Найджел Джон Харт (Брасенос)
- 1981 Кристин Руфь Френч (Вустер)
- 1983 Ненси Дженнифер Штурман (Новый)
- 1985 Дэвид Кирк[англ.] (Вустер)
- 1988 Кери Эванс (Вустер)
- 1990 Анна Элизабет Скотт (Линкольн)
- 1992 Джон Нэвид Денеш (Баллиол)

Сьюзан Рета Ламб (Баллиол)
- 1993 Дженнифер Хелен Мартин (Леди Маргарет Холл)
- 1995 Дженнифер Сара Купер (Магдален)
- 1995 Саймон Джон Уотт (Университет)
- 1996 Эндрю Норман Бенсон Лони (избран, не получил)
- 1998 Джейн Ларкиндейл (Новый)
- 1999 Дэймен Эндрю Уорд (Университет)
- 2000 Клейр Бич (Мертон)

Салли Вирджиния МакКечни (Хэртфорд)
- 2002 Рейчел Кэррелл (Баллиол)

Кристофер Джон Каррен (Мертон)
- 2003 Томас Марсель Дуглас (Баллиол)
- 2004 Гленн Фрейзер Голдсмит (Баллиол)
- 2006 Николас Дуглас (Святой Екатерины)
- 2007 Холли Уолкер[англ.] (Университет)
- 2008 Джесси Уолл
- 2009 Лаура Фрейзер
- 2010 Элис Линдсей Ирвинг (Мертон)
- 2011 Иона Милек (Святого Антония)